# Watersnoodmonument Kloosterzande
Het watersnoodmonument (1922) is een gedenkteken in de Nederlandse plaats Kloosterzande, in de provincie Zeeland, dat herinnert aan de stormvloed van 1906.

## Achtergrond
Op 12 maart 1906 vond een stormvloed plaats, waarbij Zeeland en Vlaanderen werden getroffen. Er kwamen vijf vissers om en meer dan 4000 mensen raakten dakloos. Koningin Wilhelmina en prins Hendrik bezochten op 23 maart 1906 het getroffen gebied bij Kloosterzande. 
In 1914 werd een comité gevormd om ter gelegenheid van de tienjarige herdenking van de ramp een monument op te richten. Door het uitbreken van de Eerste Wereldoorlog liep de uitvoering daarvan vertraging op. De Haagse beeldhouwer Dirk Wolbers ontwierp een gedenkmuur, waarop in reliëf de gebeurtenissen rond de stormvloed worden uitgebeeld.
Het monument is geplaatst op kruising van de Tasdijk met de Hulsterweg, onder Kloosterzande, de plek waar koningin Wilhelmina ten tijde van haar bezoek in een koets stapte. Het werd op 22 maart 1922 onthuld door prins Hendrik, in aanwezigheid van onder anderen commissaris der koningin Quarles van Ufford en de burgemeester van Hontenisse, baron Collot d'Escury.
Het monument werd in 2000 door kunstenaar Luc Ingels gerestaureerd.

## Beschrijving
Het monument bestaat uit een gebogen muur van zandsteen, waarop in reliëf een voorstelling is aangebracht. De voorstelling toont aan de linkerkant een dijkdoorbraak, waarbij mannen proberen de dijk te herstellen. Het middelste deel toont een watervlakte, waar een boerderij bovenuit steekt. Aan de rechterzijde is een groep vluchtelingen te zien. Het opschrift boven het reliëf luidt:

TER HERINNERING AAN DEN WATERSNOOD VAN 12 MAART 1906 EN UIT DANKBAARHEID AAN H.M. ONZE KONINGIN WILHELMINA VOOR HAAR BEZOEK EN HAAR ZO RUIMSCHOOTS VERLEENDE STEUN

 Aan de voet van de zuilen aan weerszijden van het reliëf zijn twee leeuwenkoppen geplaatst. In de golven aan de voet van het reliëf is het wapen van Zeeland aangebracht.